# معرض غزو الصحراء
غزو الصحراء معرض عالمي أقيم في القدس بفلسطين في عام 1953 في بيناني هوما، وهو مركز للمؤتمرات في القدس. ركز على مواضيع الاستصلاح وسكان المنطقة الصحراوية.

## التاريخ
افتتح المعرض في 22 سبتمبر من قبل رئيس دولة الاحتلال بن تسفي ورئيس الوزراء بالوكالة موشيه شاريت. استمر لمدة 22 يومًا، ليغلق في 14 أكتوبر. وقد زاره 600000 شخص.
شارك ثلاثة عشر دولة أجنبية في المعرض. وشمل ذلك الولايات المتحدة، على الرغم من إعلانها مقاطعة حفل الافتتاح. الاتحاد السوفيتي رفض الحضور. وحضرت اليونسكو ومنظمة الصحة العالمية.
تم تصميم طوابع البريد التي تحتفل بالمعرض من قبل شركة أبرام للألعاب.